# Renée Römkens
Gertrudis Maria Francisca (Renée) Römkens (Kerkrade, 1 mei 1953) is een Nederlands criminoloog. Van 2012 - 2019 was ze directeur en onderzoeker bij Atria, kennisinstituut voor emancipatie en vrouwengeschiedenis. In oktober 2016 werd ze bijzonder hoogleraar gespecialiseerd in gendergerelateerd geweld aan de Universiteit van Amsterdam (UvA).

## Loopbaan
Römkens studeerde criminologie en psychologie aan de Radboud Universiteit. In 1992 promoveerde zij aan de UvA cum laude op het proefschrift Gewoon geweld? Omvang, aard, achtergronden en gevolgen van geweld tegen vrouwen in heteroseksuele relaties. Dit onderzoek was het eerste gelijksoortige onderzoek in Europa over geweld tegen vrouwen. Tussen 1981 en 2008 was zij als universitair (hoofd-)docent-onderzoeker verbonden aan respectievelijk Universiteit Leiden, UvA, Universiteit Utrecht en INTERVICT aan Tilburg University. Zij heeft gastdocentschappen vervuld aan Universiteit van Wes-Kaapland (1995), New York-universiteit (2001), Columbia-universiteit (2001-2005) en Universiteit van Kaapstad (2012). Tussen 2008 en 2012 was zij werkzaam als hoogleraar Interpersoonlijk geweld aan Tilburg University.
Römkens treedt geregeld op als adviseur/expert op het terrein van gendergerelateerd geweld, in het bijzonder voor de Verenigde Naties, de Raad van Europa en de Europese Commissie. Ze is onder andere expert-lid van het European Network of Gender Experts en expert-adviseur voor het Europees Bureau voor de grondrechten en het Europees Instituut voor gendergelijkheid. Van 2009 tot 2011 was ze wetenschappelijk adviseur van de Commissie van de Istanbul Conventie van de Raad van Europa.
In 2016 werd Römkens door de UvA aangesteld als bijzonder hoogleraar Gendergerelateerd geweld (Engels: Gender Based Violence) aan de Faculteit der Maatschappij- en Gedragswetenschappen Ze doet vooral onderzoek naar de ontwikkelingen in de regulering van gendergerelateerd geweld en naar gendergerelateerd geweld in het maatschappelijk debat. Op 3 maart 2017 sprak Römkens haar intreerede uit Bestemd voor binnenlands gebruik. De invloed van vrouwen- en mensenrechtenbeweging op debat en aanpak gender-gerelateerd geweld in Nederland.
In 2023 stelde Römkens in samenwerking met Anja Meulenbelt en Tessel ten Zweege de essaybundel 'Voorbij de Verbijstering' samen. Het boek kwam voort uit frustratie bij de drie samenstellers om de publieke respons op openbaringen over seksueel geweld, zoals het schandaal bij The Voice of Holland, aan de kaak gesteld door Tim Hofman. In de essaybundel buigen 24 bijdragende auteurs zich over de vraag: Hoe komen we voorbij de verbijstering omtrent seksueel grensoverschrijdend gedrag?

## Publicaties (selectie)
Een selectie uit de publicaties van Römkens:
- "Een hete aardappel"; Afscheidscollege Universiteit van Amsterdam als hoogleraar Gender Base Violence, 10 mei 2023'[7]
- Voorbij de Verbijstering. Over gender en geweld, met Meulenbelt, Anja en ten Zweege, Tessel. Amsterdam: Mazirel Pers: 2023.
- De Keulse Kwestie. "Over Culturalisering van Geweld en Genderongelijkheid." Sociologie 11, no. 3-4 (2016), 565-575.
- Het F-boek. Hedendaags Feminisme in Woord en Beeld, met Meulenbelt, Anja. Amsterdam/Houten: Atria/Spectrum, ISBN 978-90-00-34502-1
- Sexual Violence as an International Crime: Interdisciplinary Approaches, met De Brouwer, Anne-Marie, Ku, Charlotte en Herik, Larissa van der. Cambridge/ Antwerp/Portland: Intersentia, 2013.
- Met recht een zorg? Overdenkingen bij wet- en regelgeving over geweld in de privésfeer. Tilburg University: 12 december 2008.
- Het omstreden slachtoffer. Geweld van vrouwen en mannen, met Dijkstra, Sietske. Baarn: Ambo, 1996.
- Gewoon Geweld? Omvang, Aard, Gevolgen en Achtergronden van Geweld tegen Vrouwen in Heteroseksuele Relaties. (Proefschrift (cum laude) Universiteit van Amsterdam). Amsterdam/Lisse: Swets & Zeitlinger, 1992.
- Onder ons Gezegd en Gezwegen. Rijswijk: Ministerie van Welzijn, Volksgezondheid en Cultuur, 1989.

- International Standard Name Identifier: 0000 0000 3212 9379
- Library of Congress Control Number: n92100313
- Nationale Bibliotheek van Israël: 987007448879505171
- Système universitaire de documentation: 169746712
- Virtual International Authority File: 75514279
- WorldCat: E39PBJrwWJkXyB6GfWhpBmgBT3